# 北海道スポーツネットワーク会議
北海道スポーツネットワーク会議（ほっかいどうスポーツネットワークかいぎ）は、北海道においてスポーツ振興を目的として活動している会議である。愛称は「Doスポーツネット」。
北海道のプロスポーツチームを中心に、産官学と連携し「スポーツを通じた地域づくり」を目的として2007年1月19日に設立。講演会を始めとするイベントを通じて連携を深め、北海道スポーツの活性化を図る。

## 参加チーム
- 北海道日本ハムファイターズ（野球）
- 北海道コンサドーレ札幌（サッカー）
- レバンガ北海道（バスケットボール）
- 札幌ホッケークラブ（アイスホッケー）